# Rede Adventista de Educação
A Rede Adventista de Educação, comumente conhecida por Educação Adventista é uma rede de escolas, colégios e faculdades mantida e orientada pela Igreja Adventista do Sétimo Dia. Está presente em mais de 165 países, representada por 8.539 instituições da educação infantil ao ensino superior, com aproximadamente 107 mil professores comprometidos na formação de aproximadamente 2,0 milhões de alunos. Dentre estes países está o Brasil, que tem aproximadamente 512 unidades, com 225 mil alunos em todas as regiões do Brasil. A rede abrange, no Brasil, aulas desde o Ensino Básico até o Ensino Superior. Por ser administrada pela Igreja Adventista, oferecem aulas de ensino religioso baseadas no texto da Bíblia, enfatizando os valores e princípios comuns às igrejas cristãs. No Brasil, a primeira sede foi fundada em 1896 na cidade de Curitiba, no Paraná.

## História
Os adventistas do sétimo dia começaram sua busca por uma educação integral e de qualidade, com o propósito de oferecer aos seus filhos um preparo acadêmico em conformidade com os princípios cristãos. Em 1875, a Educação Adventista teve seu início com a abertura do Battle Creek School, Michigan, que se destinava a atender os níveis elementares e secundários do Ensino Básico. Desde que surgiu, a rede ampliou sua atuação em todos os continentes, expandindo sua clientela a todos aqueles que simpatizam com sua filosofia e seus métodos. 
A Igreja Adventista do Sétimo Dia, na América do Sul, possui mais de 950 instituições de ensino com aproximadamente 230 mil alunos distribuídos em Ensino Fundamental, Médio e Superior. Cerca de 140 mil no Brasil e 90 mil no Equador, Peru, Bolívia, Chile, Argentina, Paraguai e Uruguai. Um grupo de cerca de 15 mil professores é responsável pela formação desses indivíduos que muitas vezes são atraídos pela bandeira da educação integral, que foca a pessoa no seu todo – físico, mental e espiritual.

## Brasil

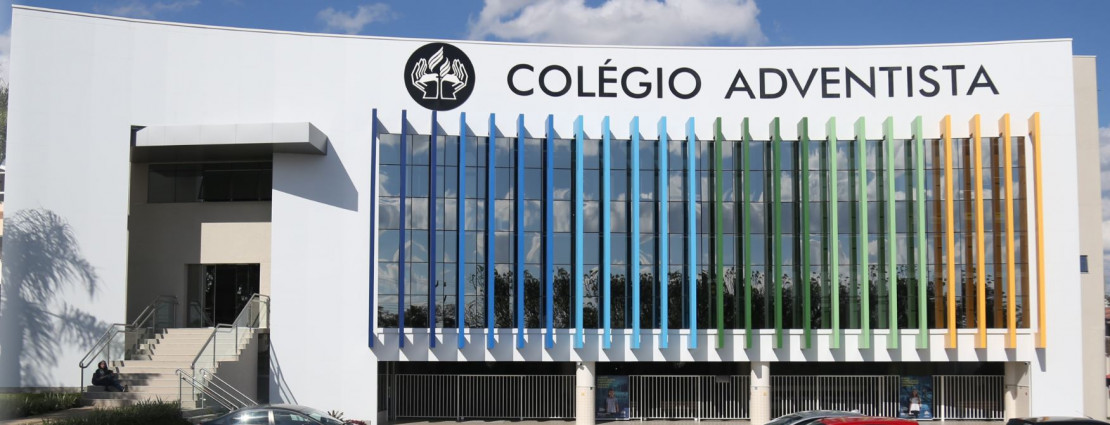
Colégio Adventista na cidade de Curitiba no Paraná.

A Educação Adventista no Brasil começou em 1º de Julho de 1896, na cidade de Curitiba, Paraná. A primeira escola estava situada na rua Paula Gomes, 290, em uma casa de janelas grandes, próxima ao parque Passeio Público, de residências da elite e da biblioteca municipal, no centro de Curitiba. Quem fundou o colégio e foi o primeiro diretor foi Guilherme Stein Júnior, o primeiro adventista batizado no Brasil. A principio a escola chamava-se Colégio Internacional de Curitiba, pois oferecia ensino bilíngue, o português e alemão, devido a grande migração européia para o sul do Brasil no século XIX.

### Instituições Adventistas de Ensino Superior

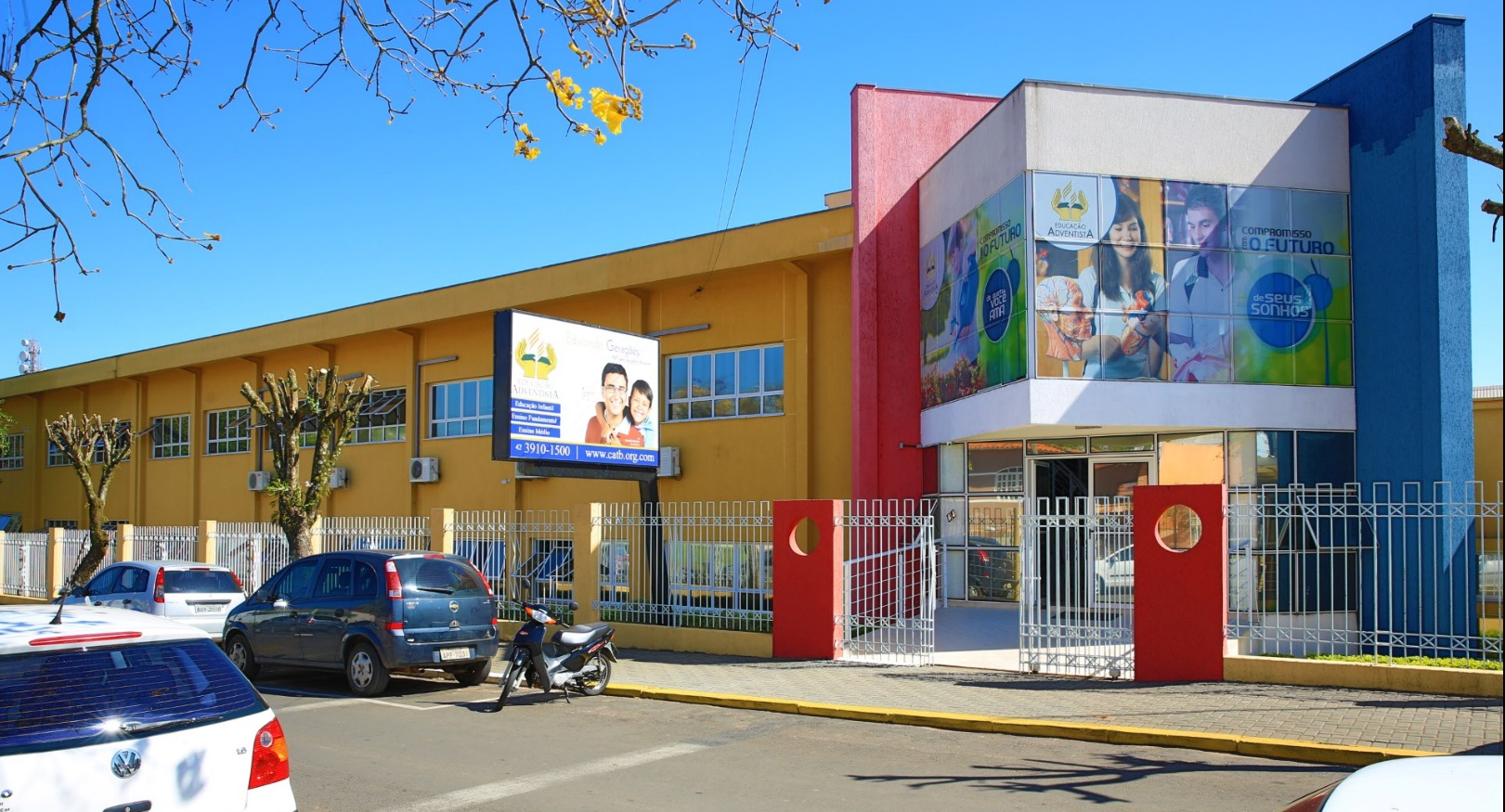
Colégio Adventista na cidade de Telêmaco Borba no Paraná.

As instituições de Ensino Superior da Educação Adventista estão presentes em vários continentes: África, Europa, Ásia e América. Proporcionam uma educação cristã e qualificam o estudante para as necessidades profissionais requeridas pelo mercado de trabalho. Nos países que pertencem à Divisão Sul-Americana da Igreja Adventista do Sétimo Dia, há 14 instituições com aproximadamente 20 mil alunos, formando profissionais nas mais diversas áreas do conhecimento.
Em 1915 surgiu a primeira instituição de ensino superior adventista, sendo que o casal Pantaleão e Benedita Teisen, recém-convertidos ao Adventismo, vendem uma propriedade de 58 alqueires localizada no Capão Redondo, na então cidade de Santo Amaro, para o estabelecimento do Colégio da União Conferência Brasileira dos Adventistas do Sétimo Dia (Brazilian Training School), conhecido atualmente como UNASP. Os missionários fundadores John e Augusta Boehm com mais seis alunos, tomam posse do terreno. A primeira aula é realizada numa casa já existente na propriedade para 12 alunos. Ao final do ano o Colégio já contava com 18 estudantes. No dia 2 de agosto é lançada Pedra Fundamental do primeiro edifício.

### Internatos
Os colégios em regime de internato da rede educacional adventista oferecem educação integral pautada em princípios cristãos. No Brasil são 15 estabelecimentos que funcionam em lugares rodeados das melhores paisagens e longe dos grandes centros urbanos.
Os internatos possibilitam um estilo de vida que permite a cada estudante crescer em seu domínio próprio, adquirir em sua convivência valores de ordem, respeito, responsabilidade, integridade, amizade, bondade, paciência e fé em Deus.
Além de assistência regular às aulas, os estudantes podem contar com atividades práticas, culturais, sociais, esportivas, reuniões espirituais e atividades de serviço voluntário nas comunidades próximas – tudo em ambiente no qual a segurança é fator prioritário.

## Universidades e Faculdades no Mundo
As Instituições de Ensino Superior da Educação Adventista estão presentes em vários continentes: África, Europa, Ásia, Oceania e América. Proporcionam uma educação cristã e qualificam o estudante para as necessidades profissionais requeridas pelo mercado de trabalho. Algumas das instituições ao redor do mundo são:

### África
| Instituição                            | Localização      | País                           |
| -------------------------------------- | ---------------- | ------------------------------ |
| Adventist University at Lukanga        | Quivu do Norte   | República Democrática do Congo |
| Adventist University of Africa         | Nairóbi          | Quênia                         |
| Adventist University of Central Africa | Quigali          | Ruanda                         |
| Bugema University                      | Campala          | Uganda                         |
| Ethiopia Adventist College             | Oromia           | Etiópia                        |
| The University of Arusha               | Aruxa            | Tanzânia                       |
| University of Eastern Africa Baraton   | Nandi County     | Quênia                         |
| Adventist University Cosendai          | Centro           | Camarões                       |
| Adventist University Zurcher           | Antsirabe        | Madagascar                     |
| Valley View University                 |                  | Gana                           |
| Zambia Adventist University            | Província do Sul | Zâmbia                         |
| Helderberg College                     | Cabo Ocidental   | África do Sul                  |
| Northern Caribbean University          |                  | Jamaica                        |
| Babcock University                     | Ogum             | Nigéria                        |
| Solusi University                      | Bulawayo         | Zimbabwe                       |

### América Latina
| Instituição                                  | Localização    | País                 |
| -------------------------------------------- | -------------- | -------------------- |
| Antillean Adventist University               | Mayagüez       | Porto Rico           |
| Central American Adventist University        | Alajuela       | Costa Rica           |
| Centro Universitário Adventista de São Paulo | São Paulo      | Brasil               |
| Cuba Adventist Seminary                      | Havana         | Cuba                 |
| Dominican Adventist University               | São Domingos   | República Dominicana |
| Faculdade Adventista da Amazônia             | Pará           | Brasil               |
| Faculdade Adventista da Bahia                | Bahia          | Brasil               |
| Faculdade Adventista de Minas Gerais         | Minas Gerais   | Brasil               |
| Faculdade Adventista do Paraná               | Paraná         | Brasil               |
| Haitian Adventist University                 | Porto Príncipe | Haiti                |
| Linda Vista University                       | Chiapas        | México               |
| Montemorelos University                      | Montemorelos   | México               |
| Navojoa University                           | Sonora         | México               |
| Universidad Adventista del Plata             | Entre Ríos     | Argentina            |
| Universidade Peruana União                   | Lima           | Peru                 |
| Universidade Adventista da Bolívia           | Cochabamba     | Bolívia              |
| Universidade Adventista do Chile             | Diguillín      | Chile                |
| Universidade Adventista da Colômbia          | Medellín       | Colômbia             |
| Universidade do Sul do Caribe                | Trindade       | Trindade e Tobago    |
| Venezuelan Adventist University              | Yaracuy        | Venezuela            |

### Ásia e Oceania
| Instituição                                           | Localização | País             |
| ----------------------------------------------------- | ----------- | ---------------- |
| Adventist International Institute of Advanced Studies |             | Filipinas        |
| Adventist University of the Philippines               |             | Filipinas        |
| Asia-Pacific International University                 |             | Tailândia        |
| Avondale College Limited                              |             | Austrália        |
| Bangladesh Adventist Seminary and College             |             | Bangladesh       |
| Central Philippine Adventist College                  |             | Filipinas        |
| Flaiz Adventist College                               |             | Índia            |
| Fulton College                                        |             | Fiji             |
| Hong Kong Adventist College                           |             | Hong Kong        |
| Indonesia Adventist University                        |             | Indonésia        |
| Klabat University                                     |             | Indonésia        |
| Lowry Adventist College                               |             | Índia            |
| Manila Adventist Medical Center and Colleges          |             | Filipinas        |
| METAS of Seventh-day Adventist College                |             | Índia            |
| Middle East University                                |             | Líbano           |
| Mindanao Sanitarium and Hospital College              |             | Filipinas        |
| Mountain View College                                 |             | Filipinas        |
| Myanmar Union Adventist Seminary                      |             | Myanmar          |
| Naga View Adventist College                           |             | Filipinas        |
| Northeast Adventist College                           |             | Índia            |
| Northern Luzon Adventist College                      |             | Filipinas        |
| Pacific Adventist University                          |             | Papua-Nova Guiné |
| Pakistan Adventist Seminary                           |             | Paquistão        |
| Penang Adventist College of Nursing                   |             | Malásia          |
| Roorkee Adventist College                             |             | Índia            |
| Sahmyook Health College                               |             | Coréia do Sul    |
| Sahmyook University                                   |             | Coréia do Sul    |
| Saniku Gakuin College                                 |             | Japão            |
| Sonoma Adventist College                              |             | Papua-Nova Guiné |
| South Philippine Adventist College                    |             | Filipinas        |
| Spicer Memorial College                               |             | Índia            |
| Surya Nusantara Adventist College                     |             | Indonésia        |
| Taiwan Adventist College                              |             | Taiwan           |
| Vellore Adventist College of Education                |             | Índia            |
| Zaoksky Adventist University                          | Tula        | Rússia           |

### Estados Unidos e Canadá
| Instituição                                   | Localização   | País           |
| --------------------------------------------- | ------------- | -------------- |
| Andrews University                            | Michigan      | Estados Unidos |
| Atlantic Union College                        | Massachusetts | Estados Unidos |
| Burman University                             | Alberta       | Canadá         |
| Florida Hospital College of Health Sciences   | Flórida       | Estados Unidos |
| Griggs University                             | Maryland      | Estados Unidos |
| Inter-American Adventist Theological Seminary | Flórida       | Estados Unidos |
| Kettering College of Medical Arts             | Ohio          | Estados Unidos |
| La Sierra University                          | Califórnia    | Estados Unidos |
| Loma Linda University                         | Califórnia    | Estados Unidos |
| Oakwood University                            | Alabama       | Estados Unidos |
| Pacific Union College                         | Califórnia    | Estados Unidos |
| Southern Adventist University                 | Tennessee     | Estados Unidos |
| Southwestern Adventist University             | Texas         | Estados Unidos |
| Union College                                 | Nebraska      | Estados Unidos |
| Walla Walla University                        | Washington    | Estados Unidos |
| Washington Adventist University               | Maryland      | Estados Unidos |

### Europa
| Instituição                              | Localização         | País            |
| ---------------------------------------- | ------------------- | --------------- |
| Adriatic Union College                   | Varaždin            | Croácia         |
| Adventist University of France           | Alta Saboia         | França          |
| Bogenhofen Seminary                      | Sankt Peter am Hart | Áustria         |
| Bulgarian Theological Seminary           | Sófia               | Bulgária        |
| Friedensau Adventist University          | Möckern             | Alemanha        |
| Hungarian Theological Seminary           | Pécel               | Hungria         |
| Italian Adventist College “Villa Aurora” | Florença            | Itália          |
| Newbold College                          | Berkshire           | Inglaterra      |
| Polish Senior College of Theology        | Podkowa Leśna       | Polônia         |
| Romanian Adventist School of Nursing     | Braila              | Romênia         |
| Romanian Adventist Theological Institute | Ilfov               | Romênia         |
| Sazava Theological Seminary              | Sázava              | República Checa |
| Spanish Adventist Seminary               | Valência            | Espanha         |
| Ukrainian Institute of Arts and Sciences | Kiev                | Ucrânia         |